# The Brick Moon
The Brick Moon är en science fiction-novell av Edward Everett Hale, ursprungligen utgiven 1869. Berättelsen är en av de tidigaste kända som handlar om en konstgjord satellit.

## Handling
Satelliten är tänkt att underlägga navigeringen inom sjöfarten, men skjuts av misstag iväg med människor inuti. De överlever, och berättelsen är en av de första kända att skildra en rymdstation.

### Fotnoter
1. ↑  
”The Brick Moon and Other Stories by Edward Everett Hale”. Project Gutenberg. http://www.gutenberg.org/etext/1633.
2. ↑  
”Contents - The Atlantic monthly. Volume 24, Issue 141”. Cornell University Library. http://cdl.library.cornell.edu/cgi-bin/moa/pageviewer?frames=1&cite=http%3A%2F%2Fcdl.library.cornell.edu%2Fcgi-bin%2Fmoa%2Fmoa-cgi%3Fnotisid%3DABK2934-0024-50&coll=moa&view=50&root=%2Fmoa%2Fatla%2Fatla0024%2F&tif=00005.TIF.
3. ↑  ”Från tegelmånen till rymdlaboratorium”. Celsiusuppdraget. 17 november 2006. http://www.esa.int/swe/Our_Activities/Human_Spaceflight/Celsius_Mission_-_Swedish_version/Fraan_tegelmaane_till_rymdlaboratorium_-_Rymdstationernas_historia. Läst 8 augusti 2014.
4. 1 2  
Mann, Adam (25 januari 2012). ”Strange Forgotten Space Station Concepts That Never Flew”. Wired Magazine. http://www.wired.com/wiredscience/2012/01/space-station-concepts/. Läst 8 augusti 2014.